# Shinzō Watanabe
Shinzō Watanabe (jap. 渡辺 信三, Watanabe Shinzō; * 23. Dezember 1935) ist ein japanischer Mathematiker, der sich mit Wahrscheinlichkeitstheorie, stochastischen Prozessen und stochastischen Differentialgleichungen befasst.
Watanabe studierte an der Universität Kyōto mit dem Bachelor-Abschluss 1958 und der Promotion bei Itō Kiyoshi 1963. Er war Professor in Kyoto. Außerdem lehrte er auch in Stanford und war Mitorganisator von japanisch-sowjetischen Seminaren zur Wahrscheinlichkeitstheorie.
Mit Hiroshi Kunita bewies er 1967 die Kunita-Watanabe-Ungleichung. Mit Toshio Yamada bewies er 1971 den Satz von Yamada-Watanabe.
1989 erhielt er den Herbstpreis der Japanischen Mathematischen Gesellschaft. 1983 war er Gastredner auf dem Internationalen Mathematikerkongress in Warschau (Excursion point processes and diffusion).

## Schriften
- mit Noboyuki Ikeda Stochastic differential equations and diffusion processes, North Holland, 1981, 2. Auflage 1989
- mit Toshio Yamada On the uniqueness of solutions of stochastic differential equations, J. Math. Kyoto University, 11, 1971, 155–167
- A limit theorem of branching processes and continuous state branching processes, J. Math. Kyoto University, 8, 1968, 141–167
- Limit theorem for a class of branching processes, in: Markov processes potential theory, Proc. Symp. Univ. Wisconsin, Madison, 1967, 205–232